# Борден (Індіана)
Борден (англ. Borden) — місто (англ. town) в США, в окрузі Кларк штату Індіана. Населення — 786 осіб (2020).

## Географія
Борден розташований за координатами 38°28′19″ пн. ш. 85°56′53″ зх. д. / 38.47194° пн. ш. 85.94806° зх. д. (38.472003, -85.948156).  За даними Бюро перепису населення США в 2010 році місто мало площу 3,61 км², з яких 3,60 км² — суходіл та 0,00 км² — водойми.

## Демографія
Згідно з переписом 2010 року, у місті мешкало 808 осіб у 321 домогосподарстві у складі 222 родин. Густота населення становила 224 особи/км².  Було 356 помешкань (99/км²).
Расовий склад населення:
| - 98,9 % — білих |

До двох чи більше рас належало 0,6 %. Частка іспаномовних становила 1,1 % від усіх жителів.
За віковим діапазоном населення розподілялося таким чином: 26,4 % — особи молодші 18 років, 61,0 % — особи у віці 18—64 років, 12,6 % — особи у віці 65 років та старші. Медіана віку мешканця становила 35,3 року. На 100 осіб жіночої статі у місті припадало 94,2 чоловіків;  на 100 жінок у віці від 18 років та старших — 90,7 чоловіків також старших 18 років.
Середній дохід на одне домашнє господарство  становив 66 250 доларів США (медіана — 52 614), а середній дохід на одну сім'ю — 77 508 доларів (медіана — 60 729). Медіана доходів становила 43 625 доларів для чоловіків та 38 750 доларів для жінок. За межею бідності перебувало 6,9 % осіб, у тому числі 2,9 % дітей у віці до 18 років та 23,2 % осіб у віці 65 років та старших.
Цивільне працевлаштоване населення становило 387 осіб. Основні галузі зайнятості: виробництво — 32,0 %, освіта, охорона здоров'я та соціальна допомога — 19,6 %, роздрібна торгівля — 7,8 %, науковці, спеціалісти, менеджери — 7,8 %.